# Glenea variabilis
Glenea variabilis är en skalbaggsart som beskrevs av Hintz 1913. Glenea variabilis ingår i släktet Glenea och familjen långhorningar. Inga underarter finns listade i Catalogue of Life.